# Alan Cunningham (Basketballspieler)
Alan LeMoyne Cunningham (* 2. Februar 1955 in San Diego, Kalifornien) ist ein ehemaliger US-amerikanischer Basketballspieler. Nach seinem Studium in seinem Geburtsland spielte Cunningham professionell in Europa. 1982 kam er nach England, dessen Staatsbürgerschaft er später annahm, und gewann dort zahlreiche Meisterschaften. Später wurde er Spielertrainer, bevor er 2002 mit 47 Jahren seine aktive Karriere als Spieler beendete.

## Karriere
Von 1976 bis 1978 hatte Cunningham während seines Studiums an der Colorado State University für die Hochschulmannschaft Rams gespielt, die damals der Western Athletic Conference (WAC) der NCAA angehörten. Im Entry Draft der Profiliga NBA wurde er 1978 in der achten Runde von den Philadelphia 76ers ausgewählt, die ihn jedoch nicht in ihren Saisonkader übernahmen. Nachdem Cunningham unter dem Spitznamen „Vitamin C“ für die Showmannschaft Harlem Globetrotters gespielt hatte, ging er nach Europa, wo er unter anderem in Belgien spielte.
Zur Saison 1982/83 kam Cunningham in die englische „National Basketball League“ (NBL) Division One zu den Panthers aus Doncaster, die 1979 noch das Double in England gewonnen und 1982 das Pokalfinale im „National Cup“ gegen die Solent Stars verloren hatten. Die Panthers hatten jedoch keine erfolgreiche Spielzeit und Cunningham wechselte an die Südküste Englands zu den Bears, die 1983 noch in Brighton spielten. Wegen hoher Hallenmieten wechselten die Bears jedoch zur folgenden Spielzeit 1984/85 endgültig nach Worthing. Die Mannschaft erreichte 1985 das Halbfinale der NBL Play-offs, in denen man der Basketballmannschaft des späteren Titelgewinners Manchester United unterlag, bei denen Colin Irish 41 Punkte erzielen konnte.

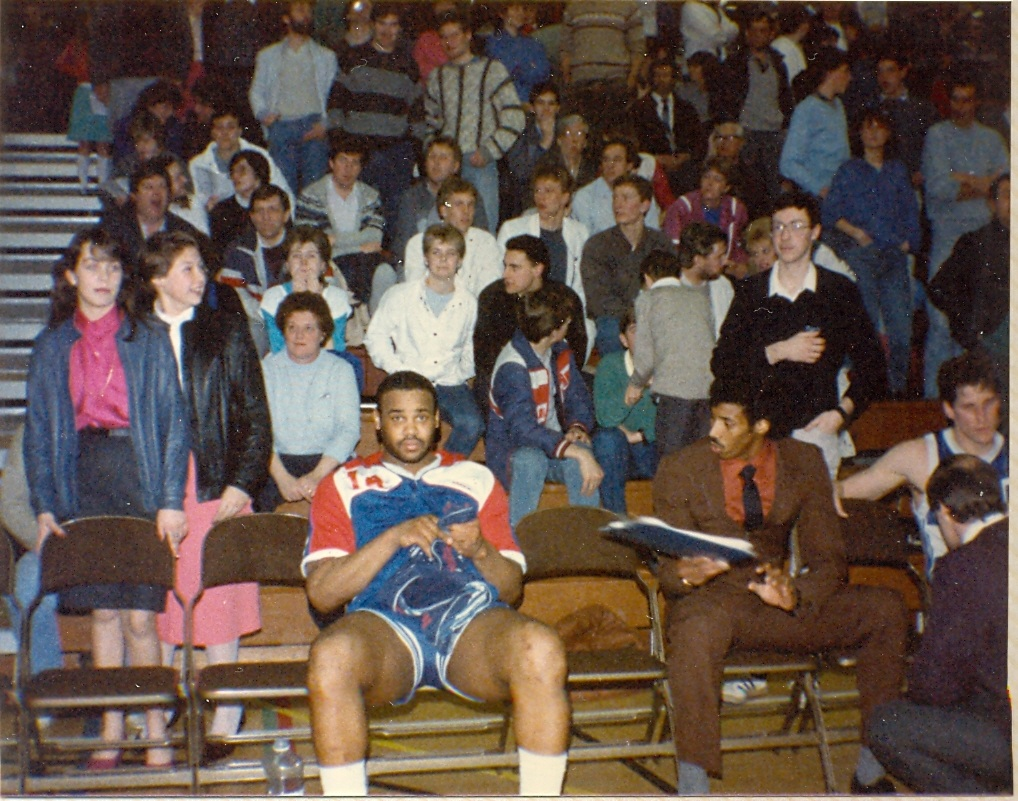
Cunningham 1986 im Anzug mit Klemmbrett und Colin Irish links daneben mit Blick in die Kamera

 Cunningham und Irish wechselten zur Saison 1985/86 zu einer weiteren, von Eignern eines Fußballklubs betriebenen Basketballmannschaft der NBL nach Portsmouth, die zuvor nur einen Sieg in 26 Spielen erreicht hatten. Diese Mannschaft erreichte nun den dritten Platz in der Division One und konnte in der Saison 1986/87 sogar den ersten Platz nach der regulären Saison erreichen. Anschließend wurde als geschlossene Profiliga die British Basketball League (BBL) eingerichtet, der neben Mannschaften der Division One auch die von David E. Murray gesponserte schottische Mannschaft MIM Livingston angehörte. In der Premierensaison der BBL 1987/88 konnte Portsmouth erneut den ersten Platz nach der regulären Saison belegen, im Halbfinale der Play-offs schlug man im „Duell der Fußballklubs“ Manchester United, verlor aber dann das Finale gegen Livingston. Zur folgenden Saison verkauften die Eigner von Manchester United ihre Basketballmannschaft, die nun als Eagles antreten mussten, und Portsmouth’ Eigentümer John Deacon verkaufte seine Anteile komplett, fand aber keinen Interessenten für die Basketballmannschaft, so dass deren Spielbetrieb schließlich eingestellt wurde. Insgesamt verlor die BBL bereits nach ihrer Premierensaison vier Mannschaften. Nur David Murray ging in Schottland zunächst den umgekehrten Weg und hatte den Fußballklub Glasgow Rangers übernommen. Zusätzlich übernahm er die Anteile an der BBL-Mannschaft Kingston Kings, die als Rangers nach Glasgow transferiert wurden. Cunningham wurde von den Rangers verpflichtet, die in der Saison 1988/89 vor Livingston den ersten Platz nach der Hauptrunde erreichten, in der Cunningham als „Most Valuable Player“ (MVP) der BBL ausgezeichnet wurde. Im Play-off-Finale gegen den schottischen Konkurrenten und Play-off-Titelverteidiger Livingston konnten die Rangers knapp mit einem Punkt Unterschied die Oberhand behalten. Anschließend verlor auch Murray das Interesse an seinen Basketballmannschaften und konzentrierte sich auf den Fußball. Während Livingston komplett aus der BBL zurückgezogen wurde, kehrten die vormaligen Rangers als Kings nach Kingston upon Thames zurück. Die BBL war zu Beginn der dritten Spielzeit an ihrem Tiefpunkt angelangt, als nach 15 Mannschaften zur Premiere nur noch acht Mannschaften am Spielbetrieb teilnahmen.
Kings’ Trainer Kevin Cadle verpflichtete zur Spielzeit 1988/89 Aufbauspieler Alton Byrd, der eine Saison ausgesetzt hatte und zuvor bei Manchester United gespielt hatte, während Colin Irish den umgekehrten Weg ging und zu der nun als Eagles spielenden Mannschaft nach Manchester zurückkehrte. Die Kings waren in den folgenden drei Spielzeiten kaum zu schlagen und gewannen alle Titel der BBL bis auf den National Cup 1991, der an die Sheffield Sharks ging. Im Europapokal der Landesmeister 1990/91 sorgte man für eine große Überraschung, als man in der zweiten Runde einen 16-Punkte-Vorsprung aus dem Hinspiel gegen den russischen Meister ZSKA Moskau im Rückspiel verteidigte und in die finale Gruppenphase der besten acht Mannschaften einzog, in der man nach vier Siegen in 14 Spielen den siebten Platz belegte. Zur Saison 1992/93 verließen die Kings die Londoner Stadtgrenzen und zogen in eine neue Halle nach Guildford um. Der mittlerweile 37-jährige Cunningham ging als Spielertrainer, eine zu dieser Zeit übliche Personalunion in der BBL, zurück an die englische Südküste zu den Worthing Bears, die zwei Jahre zuvor in die BBL aufgenommen worden waren, und nahm Colin Irish mit, der ein Jahr zuvor nach England zurückgekehrt war und ebenfalls bei den Kings gespielt hatte. In der Meisterschaft löste man die Kings als dominierende Mannschaft ab und gewann die reguläre Saison, in der Colin Irish zum MVP der BBL gewählt wurde. In den Play-offs schlug man im Halbfinale mit einem Punkt Unterschied die Kings, gegen die man das Pokalfinale noch verloren hatte, und gewann auch das Play-off-Finalspiel mit einem Punkt Unterschied gegen die Thames Valley Tigers. In der Qualifikation für die Hauptrunde der EM 1995 scheiterte die englische Nationalmannschaft im Sommer 1993 mit Cunningham und Irish wegen des schlechteren direkten Vergleichs gegenüber Rumänien. In der Saison 1993/94 blieben die Thames Valley Tigers die größten Rivalen der Bears, die das Halbfinale im Ligapokal „BBL Trophy“ gegen Titelverteidiger Tigers verloren, während sie im Finale im Pokalwettbewerb „National Cup“ gegen die Tigers gewannen. In den Play-offs der Meisterschaft scheiterte der Hauptrundenerste Tigers jedoch in der ersten Runde, so dass die Bears ihren Play-off-Titel im Finale gegen die Kings verteidigen konnten. In der folgenden Saison scheiterte man als Titelverteidiger im Pokalwettbewerb gleich in der ersten Runde und verlor erneut im Halbfinale der BBL Trophy gegen die Tigers. In der Meisterschaft zog man nur als Siebter in die Play-offs ein, behielt aber in der ersten Runde knapp die Oberhand gegenüber den Tigers. Nachdem man im Halbfinale den Hauptrundenersten Sheffield Sharks besiegte, war der Weg frei, um im Finale gegen Irish’ alte Mannschaft aus Manchester den Play-off-Titel zum dritten Mal in Folge zu gewinnen. In der Saison 1995/96 schied man erneut früh im Pokalwettbewerb aus, erreichte aber das Finale in der BBL Trophy, das gegen die London Towers verloren ging. Die Towers konnten bis auf die Play-offs alle Wettbewerbe der BBL in dieser Spielzeit gewinnen, denn die Bears konnten ihren Durchmarsch in den Play-offs von der Spielzeit zuvor nicht wiederholen. Als Siebter schieden sie diesmal gleich in der ersten Runde aus.
Cunningham stand im Sommer 1996 im für einen professionellen Basketballspieler hohen Alter von knapp 41 Jahren vor einem Wechsel zum griechischen Klub Iraklio BC auf Kreta, kehrte aber doch in die BBL zurück und schloss sich den London Towers an, die von seinem ehemaligen Trainer Kevin Cadle trainiert wurden. Im Pokalwettbewerb konnte man seinen Titel nicht verteidigen und verlor im Halbfinale gegen den späteren Titelgewinner und lokalen Rivalen Leopards, die die Towers auch als Hauptrundenersten in der Meisterschaft ablösten. In der BBL Trophy gewann man im Viertelfinale deutlich gegen die Leopards und konnte diesen Titel im Finale verteidigen. In den Play-offs erreichten die Towers diesmal das Finale und konnte es mit einem Punkt Unterschied gegen den Hauptrundenersten Towers gewinnen. Cunningham beendete nun seine Karriere in der BBL, in der er, relativ betrachtet, als Trainer hinter Cadle mit fast 80 % der siegreichste Trainer der BBL-Geschichte ist. Er ging zurück an die Südküste zu den Solent Stars nach Southampton, wo er als Spielertrainer in den nächsten fünf Jahren arbeitete und seinen Kollegen Colin Irish mitbrachte, der aus Manchester hinzustieß. Die Stars spielten nach einer kurzen Phase zu Beginn der BBL wieder im Ligensystem der englischen NBL. In der Saison 1997/98 gewann man mit nur einer Saisonniederlage die Meisterschaft der Division Two und kehrte in die Division One zurück, in der man auf Anhieb den ersten Platz in der Saison 1998/99 belegte. In der darauffolgenden Saison belegte man den dritten Platz, konnte aber in den Play-offs ins Finale einziehen, das gegen den Hauptrundenersten Teesside Mohawks verloren ging. Nach einer schlechten Saison 2000/01, die man als Tabellenvorletzter der Division One beendete, konnte man zur Saison 2001/02 John Bynum verpflichten, der später auch in der deutschen Basketball-Bundesliga spielen sollte. Die Solent Stars erreichten, angeführt von Bynum, wieder den dritten Platz der Division One am Ende der regulären Saison. In den Play-offs erreichte man wie zwei Jahre zuvor das Finale, das gegen den Hauptrundenersten Mohawks erneut verloren ging. Cunningham trat anschließend als Trainer zurück und der zu diesem Zeitpunkt 47-jährige vormalige Spielertrainer sollte auch in einer professionellen Liga nicht mehr auf das Spielfeld zurückkehren. Nach zwei Spielzeiten im unteren Tabellendrittel der Division One kehrte er jedoch zur Saison 2004/05 auf die Trainerbank der Solent Stars zurück. Er konnte jedoch vom Spielfeldrand das Blatt nicht wenden und die Stars gewannen nur fünf der 22 Saisonspiele und belegten am Ende der Spielzeit den drittletzten Tabellenplatz.  Nach dieser erfolglosen Saison wurde er als Trainer wieder abgelöst.